# Барвінкова вулиця (Київ)
Барві́нкова ву́лиця — зникла вулиця, що існувала в Подільському районі міста Києва, місцевість Пріорка. Пролягала від Маломостицької до Славутинської вулиці.

## Історія
Вулиця виникла в середині XX століття під назвою 348-ма Нова. Назву Барвінкова вулиця отримала 1944 року. Ліквідована у зв'язку зі зміною забудови на початку 1980-х років.